# Рок-Крик (Иллинойс)
Рок-Крик — невключённая территория в округе Адамс (штат Иллинойс, США). Расположена к северу от Куинси.
Парк Рок-Крик предлагает множество достопримечательностей и развлечений. Основанный в 1890 году, парк занимает 1700 акров и является одним из старейших и крупнейших городских парков Америки